# كأس هولندا السياحية 2008
كأس هولندا السياحية 2008 هو سباق دراجات نارية أقيم بتاريخ 28 يونيو 2008 في حلبة أسن تي تي. كان الجولة التاسعة من أصل 18 في سباق الجائزة الكبرى للدراجات النارية موسم 2008. فاز كيسي ستونر بفئة الموتو جي بي بينما جاء داني بيدروسا في المركز الثاني وحصل على المركز الثالث كولين إدواردز.

## وصلات خارجية
- الموقع الرسمي